# Brita
Brita est une entreprise allemande qui produit pour le grand public des carafes filtrantes, ainsi que des filtres réseau pour les professionnels.

Logo Brita

La carafe filtrante allemande équipe un foyer français sur cinq, et plus de 250 millions d’utilisateurs dans le monde. BRITA est présent dans 66 pays. Son chiffre d’affaires atteint les 469 millions d’euros en 2016. Il est réalisé à 83% en dehors de l’Allemagne. En 2016, Brita employait 1700 personnes à travers le monde.

## Historique
L'entreprise a été fondée par Heinz Hankammer en 1966 et est basée à Taunusstein, en Hesse. Le fondateur allemand a donné à sa marque le nom de sa fille, Brita. À l'origine, l'entrepreneur conçoit un filtre, l'AquaDeMat, pour déminéraliser l'eau des batteries de voiture dans les stations essence. Les filtres sont réalisés à la main, dans le jardin du fondateur. Ce n'est qu'en 1970 qu'il lance la toute première carafe filtrante au monde. C'est le début de la grande saga Brita. Afin d'être utilisé dans les foyers, le filtre devient rapidement amovible. Il permet aux consommateurs de boire une eau sans goût de chlore, et d'éliminer le plomb. A noter qu'il ne s'utilise qu'avec de l'eau potable. Dans la foulée, l'entreprise dépose son brevet de premier filtre à eau à usage domestique. 
Dans les années 80, Brita développe la vente de ses carafes filtrantes à l'international. Les premières succursales sont créées en Europe, et l’entreprise s'exporte au Canada et aux États-Unis. 
En 1999, Heinz Hankammer passe le relai à son fils Markus Hankammer, qui devient PDG exclusif du groupe Brita. A cette époque, en guise de prix d'honneur, Heinz Hankammer reçoit la récompense "International Entrepreneur of the Year" de l'American Housewares Club de la Nouvelle-Angleterre. 
Depuis 2010, Brita se développe de plus en plus en Asie, et multiplie les dispositifs à destination des particuliers mais aussi des professionnels, comme dans l'hôtellerie. Brita intègre le marché des fontaines à eau raccordées au réseau d'eau. 

## Présence en France
Brita est représentée par sa filiale Brita Wasser Filter Systeme France dont le siège est à Evry.

## Fonctionnement
Pour purifier l'eau et lui ôter son goût de chlore, l'entreprise utilise le procédé de charbon actif. Certaines personnes aiment utiliser l'eau filtrée non pas seulement pour boire, mais aussi pour préserver la couleur et la texture des aliments, ou encore le goût du thé et du café.
De plus, Brita affirme éliminer le plomb résiduel des tuyauteries, à l’origine du saturnisme. En 1966 Heinz Hankammer trouve une solution simple pour filtrer l’eau : de l’écorce de noix de coco brûlée à très haute température et transformée en charbon, de la résine et un filtre tissé. La combinaison des trois élimine le goût de chlore, mais aussi retient le tartre et le plomb. L'élimination de tartre permet de préserver les appareils ménagers.
La carafe filtrante Brita peut aussi supprimer des résidus organiques comme les pesticides, même si l'eau du robinet en France respecte des normes très strictes en la matière.

## Utilisation
Les cartouches des carafes filtrantes doivent être changées toutes les 4 semaines afin de conserver leur efficacité mais aussi d'éviter une éventuelle contamination bactériologique.
L'ANSES recommande de ne pas mettre en contact l'eau filtrée avec certains ustensiles en métal ou en céramique, notamment lorsque l'eau est chauffée.

## Controverses
Au début des années 2000, Brita est mise en cause par des associations de consommateurs : l’eau passée par ses filtres serait appauvrie en minéraux.  